# 犬塚古墳群
犬塚古墳群（いぬつかこふんぐん）は、埼玉県行田市にある古墳群。北方の利根川に向かって舌上に形成された自然堤防上、標高21.6〜21.4メートルに築造された古墳群である。とやま古墳、あたご山古墳、犬塚東古墳、十二天塚古墳が知られている。またかつて行人塚とよばれる古墳があり、鉄剣が出土したと伝えられている。
昭和40年（1965年）地元の人に「とやま」と呼ばれる、水田より1メートル高い畑の土取作業中に円筒埴輪列が発見された。この古墳はとやま古墳と命名され、昭和41年に発掘調査が行われた。昭和50年には県営圃場整備事業に伴いあたご山古墳の発掘調査が行われた。
- とやま古墳 
  - 墳丘長69メートル、後円部径34メートル、前方部幅27メートルで盾型の濠をもつ前方後円墳。前方部を南西方向に向けている。墳丘は土取により消失。
  - 群馬県太田市の朝子塚古墳に墳丘形態が似ているとの指摘がある。後円部から鉄製鈴が出土した。出土した埴輪から5世紀末から6世紀初頭の築造とみられる。

- あたご古墳 
  - 直径20メートルの円墳で、幅3メートルの濠をもつ。とやま古墳から東方200メートルの地点にあった。大正時代、土取工事により消失。